# Svirj, Peremîșleanî
Svirj (în ucraineană Свірж) este localitatea de reședință a comunei Svirj din raionul Peremîșleanî, regiunea Liov, Ucraina.

## Demografie
Componența lingvistică a localității Svirj
     Ucraineană (100%)
Conform recensământului din 2001, toată populația localității Svirj era vorbitoare de ucraineană (100%).